# Soteria (mitología)

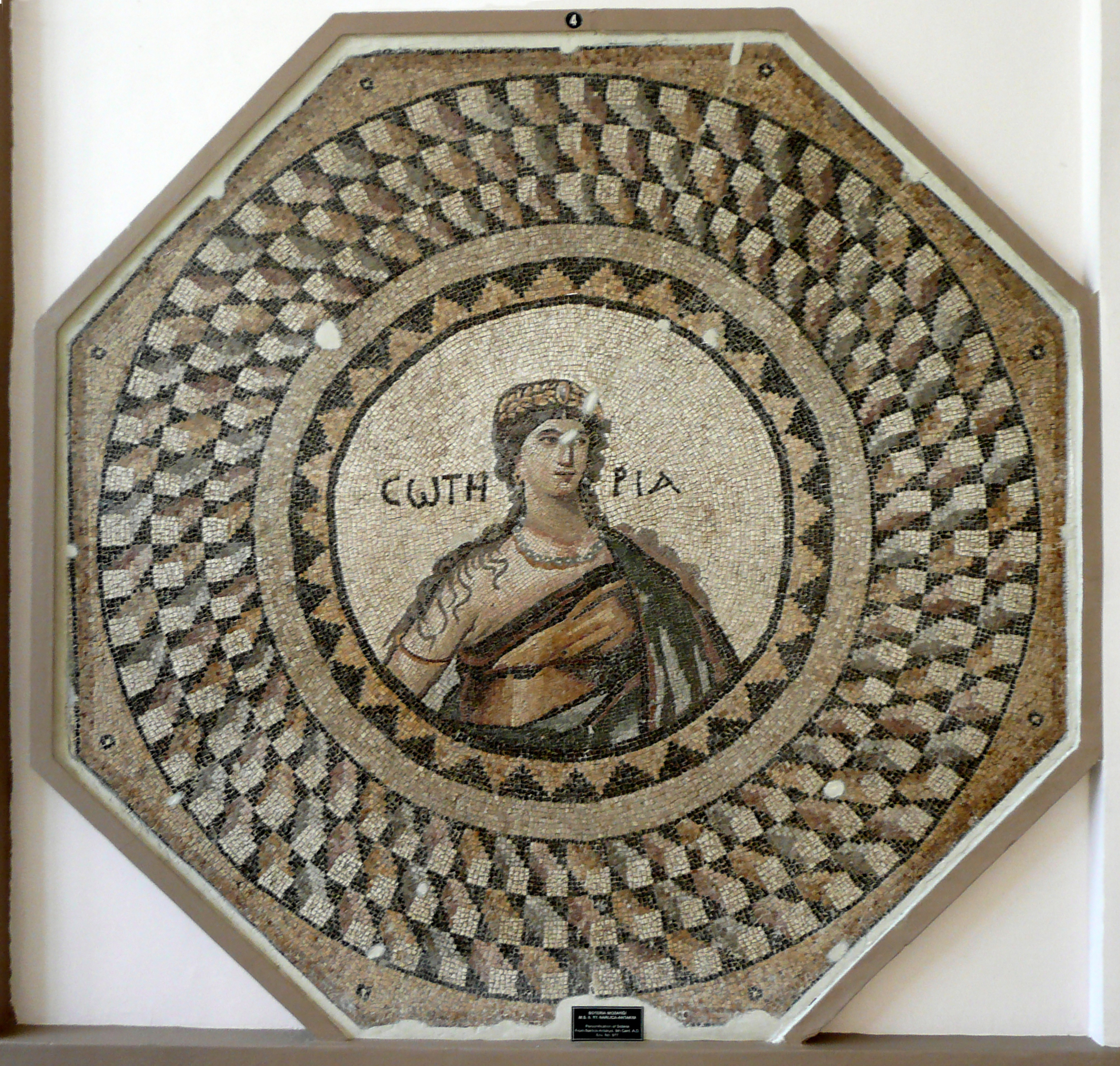
Mosaico octogonal con Soteria, personificación de la salvación, curación y bienestar. Museo Arqueológico de Hatay (Turquía).

Soteria, Sotería o Soteira (griego Σωτηρία), en la mitología griega, es una diosa que personifica el concepto abstracto de "estar a salvo", salvación, liberación o preservación. Como diosa griega del bienestar y la curación, con frecuencia en la antigüedad tardía, se la asociaba con la diosa Apolausis (personificación del goce o placer), sobre todo en las termas, cuyas aguas podían proporcionar al tiempo curación y placer, como es el caso de los.
Se han encontrado estas personificaciones en mosaicos pavimentales de las Termas de Apolausis de finales del siglo IV o principios del XV, en Antioquía, donde a Soteria se la representa como una fémina de cabello largo, vestida con túnica y manto y que lleva por adornos una especie de corona con una piedra preciosa, un collar y pendientes.
Era objeto de culto en los santuarios de Egio y Patrás, creyéndose éste, fundado por Eurípilo (hijo de Euaemon), rey de Tesalia.